# Anna Borkowska (aktorka)
Anna Borkowska (ur. 10 września?/23 września 1912 w Mikołajowie  – zm. 3 lutego 2008 w Teheranie) – polska aktorka i trenerka wokalna mieszkająca w Iranie.
Po radzieckim ataku na Polskę w 1939 została wywieziona na Syberię. Była jedną ze 120 000 osób, którym udało się ewakuować z ZSRR wraz z Armią Andersa. Zamieszkała w Teheranie.
Międzynarodowej publiczności znana jest z roli starszej kobiety w filmie "Biały balonik" Dżafara Panahiego z 1995 roku.
Jest też główną postacią w filmie dokumentalnym Chosroua Sinajego "Zapomniane requiem" (pers. مرثیه گمشده - Marsije-je gomszode), opowiadającym o losach polskich cywili, którzy wraz z Armią Andersa zdołali wydostać się z sowieckiej niewoli do Iranu.
Została pochowana na polskim cmentarzu w Teheranie.